# Martin Short
Martin Hayter Short (n. 26 martie 1950, Hamilton, Ontario, Canada) este un actor, producător, regizor și scenarist canadian. A devenit foarte popular la televiziune în timpul aparițiilor sale la Saturday Night Live, dar umorul său a strălucit și în cinema în diferite roluri, de la science fiction la comedie.
Filmografia sa include filme de comedie notabile precum A Simple Wish, Familia lui Moș Crăciun, Three Amigos, Innerspace, Jungle 2 Jungle, Atacul marțienilor! sau Tatăl miresei.
De asemenea, a avut o carieră activă pe scenă, jucând în piesele de pe Broadway Adio, dar rămân cu tine (1993) și Little Me (1998-1999). Acesta din urmă i-a adus premiul Tony pentru cel mai bun actor într-un musical, iar primul o nominalizare la aceeași categorie.
Short a fost nominalizat de șaisprezece ori la Premiile Emmy, câștigând de două ori: pentru Cel Mai Bun Scenariu al unui Serial de Varietăți, în 1983, pentru SCTV, și Premiul Mel Brooks pentru întreaga carieră, în 2014.